# Chapelloise
La chapelloise è una danza popolare tradizionale diffusa in tutta l'Europa. 

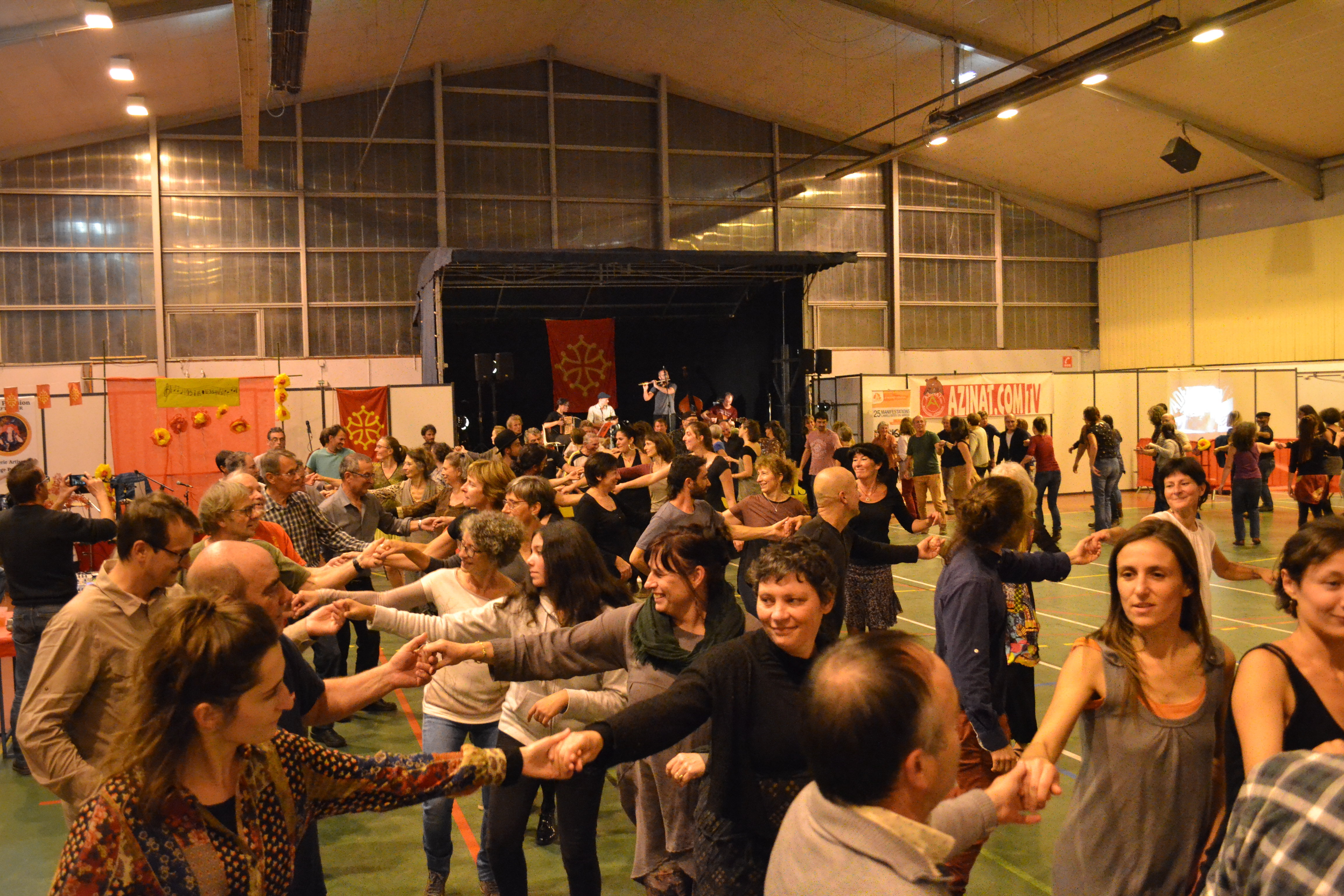
Bal de Sur les chemins au parat de la Nuit du Trad de Sent Guirons de 2018

## Origine
Contrariamente ad una tenace leggenda, questa danza non è stata inventata nella città di Chapelle-des-Bois.
Deriva da una danza svedese del gruppo dei mixer chiamata Aleman's marsj. 
Negli anni 1930 è stata importata in Francia da Alick-Maud Pledge.
Negli anni 1970 è stata insegnata da A. Dufresne a Chapelle-des-Bois ed avendo egli dimenticato il nome originale ha nominato la danza come chapelloise. Da qui, con questo nuovo nome, si è ampiamente diffusa in tutta la Francia e nei bal folk d'Europa.
La medesima danza è nota anche sotto la denominazione di champenoise. In Belgio viene talvolta chiamata gigue  probabilmente perché le musiche sulle quali viene ballata sono spesso delle gigue irlandesi.
In Scozia ne viene ballata una variante chiamata Gay Gordons che dice:
Nelle valli a cavallo tra la Liguria e il Piemonte viene ballata la Panissienne, un'antica danza che ricorda molto la Chapelloise per i ritmi e i passi ripetitivi.

## Descrizione
Ne esistono almeno tre varianti: la chapelloise en ronde, la chapelloise en ligne e il circolo circasso.
La chapelloise en ligne viene ballata in Bretagna nelle fest-noz e le coppie rimangono fisse senza cambiare partner.
La chapelloise en ronde, la più diffusa oggi, è danzata da un cerchio di coppie che procede in senso antiorario con gli uomini all'interno. 
I cavalieri porgono la mano destra alla mano sinistra della dama. È previsto, alla fine della coreografia, lo scambio delle dame. 
- Le coppie avanzano in senso antiorario per quattro passi
- si girano indietreggiano per quattro passi nello stesso senso
- avanzano e indietreggiano un'altra volta (è cambiato il senso di marcia)
- si avvicinano tra loro con un saltello e si allontanano (in origine era solo il cavaliere ad avvicinarsi, oggi è diffuso il passo insieme)
- si scambiano di posto: in questo passaggio la dama passa davanti al suo cavaliere e si posiziona all'interno del cerchio
- di nuovo vicini e lontani
- il cavaliere fa fare una "pastourelle" alla sua dama (cioè la fa passare sotto il suo braccio alzato). La dama cambia coppia e raggiunge il cavaliere seguente spostandosi in diagonale per tornare all'esterno del cerchio